# Барраль, Жан-Огюстен
Жан-Огюстен Барраль (фр. Jean-Augustin Barral; 1819—1884) — французский химик и агроном

, который вошёл в историю прежде всего благодаря своим исследованиям табака и содержащегося в нём никотина, а также, как организатор всемирных выставок в Лондоне и Париже.

## Биография
Жан-Огюстен Барраль родился в Лотарингии в городе Меце 31 января 1819 года.
В 1838 году Барраль поступил в политехническую школу Парижа, по окончании которой, во время империи, занимал должность профессора физики в  колледж Сен-Барб — учреждении, где эта наука (как и математика) преподавалась на самом высоком для того времени уровне.
Позднее, вместе с Биксио, Джакомо Алессандро (1808—1865) стал издавать журнал практического земледелия; и с ним же совершил в 1850 году воздушное путешествие и поднялся (подобно Гей-Люссаку) на высоту приблизительно 7000 метров (где, согласно ЭСБЕ: «Термометр упал до — 39°, и кроме бледного солнечного диска видно было ещё другое такое же изображение на одной высоте с воздушным шаром, происшедшее вследствие отражения солнечных лучей от ледяных иголок, носящихся в этой холодной атмосфере»).
Важнейшее исследование Жана-Огюстена Барраля о табаке и никотине было опубликовано им в 1842 году в «Comptes-Rendus».
Жан-Огюстен Барраль скончался 10 сентября 1884 года в Фонтене-су-Буа.

## Избранная библиография
- Statique chimique des animaux, appliquée spécialement à la question de l’emploi agricole du sel, Paris, Librairie agricole de la Maison rustique, 1850, XI-532 p. Texte en ligne[4]
- Manuel du drainage des terres arables, 1854
- Drainage, irrigations, engrais liquides, 4 volumes, 1856-1860
- Le Bon Fermier, aide-mémoire du cultivateur, 1861
- Le Blé et le pain, liberté de la boulangerie, 1863
- Trilogie agricole. 1° Force et faiblesse de l'agriculture française. 2° Services rendus à l'agriculture par la chimie. 3°Les engrais chimiques et le fumier de ferme, 1867
- L'Agriculture du nord de la France, 2 volumes, 1867-1870
- Les Irrigations dans le département des Bouches-du-Rhône : rapport sur le concours ouvert en 1875 pour le meilleur emploi des eaux d'irrigation, 1876
- L’Agriculture, les prairies et les irrigations de la Haute-Vienne, 1884
- Les Irrigations dans le département de Vaucluse : rapport sur le concours ouvert en 1877 pour le meilleur emploi des eaux d'irrigation, 1878
- Avenir de grandes exploitations agricoles établis sur les côtes du Venezuela, 1881
- La Lutte contre le phylloxéra, 1883
- Notions d'agriculture et d'horticulture, 3 volumes, 1883-1889
- Dictionnaire d'agriculture : encyclopédie agricole complète, 4 volumes, 1886-1892
- Journal de l'agriculture, fondé le 20 juillet 1866, fusionné successivement avec le Journal de la ferme et des maisons de campagne et avec la Revue de l'horticulture.

## Интересные факты
В конце XIX — начале XX века на страницах Энциклопедического словаря Брокгауза и Ефрона была ошибочно указана дата смерти учёного — «1879 год», и хотя эта ошибка была исправлена уже в Малом Энциклопедическом словаре Брокгауза и Ефрона, она была массово растиражирована по рунету и по сей день способна ввести читателей в заблуждение.